# فهرست معرفت‌شناسان
این فهرستی از معرفت‌شناسان است، یعنی افرادی که در مورد ماهیت دانش، شکل‌گیری باورها و ماهیت توجیه نظریه‌پردازی می‌کنند. این فهرست ناقص است، زیرا فیلسوفان زیادی در آثار خود به مسائل معرفت‌شناختی می‌پردازند.

## فلسفه باستان
- انیسیدموس
- آگوستین
- آگریپا شکاک
- ارسطو
- دموکریتوس
- اپیکور
- هراکلیتوس
- منسیوس
- موزی
- نوزیفانس
- پارمنیدس
- افلاطون
- پروتاگوراس
- پیرو
- سکستوس امپریکوس
- سقراط
- تئودوروس بی‌خدا
- تئوفراستوس
- تیمون فلیوس
- زنون رواقی
- کسنوفانس

## فلسفه قرون وسطی
- توماس آکویناس
- ابن سینا
- ابن رشد
- راجر بیکن
- فارابی
- مارسیلیو فیچینو
- گانیزا
- غزالی
- الکندی
- فرانسیسکو سوارز
- ویلیام اوکام

## فلسفه مدرن
- فرانسیس بیکن
- توماس بیز
- پیر بل
- جرج برکلی
- ویلیام کینگدم کلیفورد
- رنه دکارت
- جان دیویی
- جیمز فردریک فریر
- گئورگ ویلهلم فریدریش هگل
- توماس هابز
- دیوید هیوم
- گوتفرید لایبنیتس
- جان لاک
- میشل دو مونتین
- ویلیام جیمز
- امانوئل کانت
- سورن کیرکگارد
- نیکولا مالبرانش
- چارلز سندرز پیرس
- کارل لئونهارد راینهولد
- جرج سانتایانا
- فریدریش ویلهلم یوزف شلینگ
- اف. سی. اس. شیلر
- فریدریش شلگل
- فریدریش شلایرماخر
- باروخ اسپینوزا
- رودولف اشتاینر
- جامباتیستا ویکو

## فلسفه معاصر
- ویلیام آلستون
- الیزابت انسکوم
- رابرت آئودی
- آلفرد جی آیر
- هری بینسوانگر
- لورنس بونجور
- ماریو بونگه
- جاناتان دنسی
- ژیل دلوز
- کیت دروز
- فرد درتسکه
- مارگارت الیزابت ایگان
- کاترین الگین
- پاول فایرابند
- ریچارد فومرتون
- ادموند گتیه
- ارنست فون گلاسرزفلد
- آلوین گلدمن
- نلسن گودمن
- پل گرایس
- سوزان هاک
- سندرا هاردینگ
- گیلبرت هارمن
- سالی هاسلنگر
- جان هاثورن
- فریدریش هایک
- کارل همپل
- کری ایچیکاوا جنکینز
- پیتر دی کلاین
- هیلاری کورنبلیت
- توماس کوهن
- جنیفر لاکی
- کیث لرر
- آیزاک لوی
- دیوید لوئیس
- پیتر لیپتون
- جان مکداول
- جرج ادوارد مور
- رابرت نوزیک
- جرج پاپاس
- ژان پیاژه
- آلوین پلانتینگا
- کارل پوپر
- دانکن پریچارد
- هیلاری پاتنام
- ویلارد کواین
- این رند
- شریلین روش
- برتراند راسل
- سوزانا شلنبرگ
- جان سرل
- سوزانا سیگل
- ارنست سوسا
- والتر ترنس استیس
- پیتر استراوسن
- بری استرود
- نسیم نیکلاس طالب
- پیتر آنگر
- گرهارد ولمر
- جولز ویلمن
- فیلیپ اچو ویب
- جسیکا ویلسون
- کارلا جسن ویلیامسن
- لودویگ ویتگنشتاین
- لیندا ترینکاس زاگزبسکی